# Enluminure espagnole du haut Moyen Âge

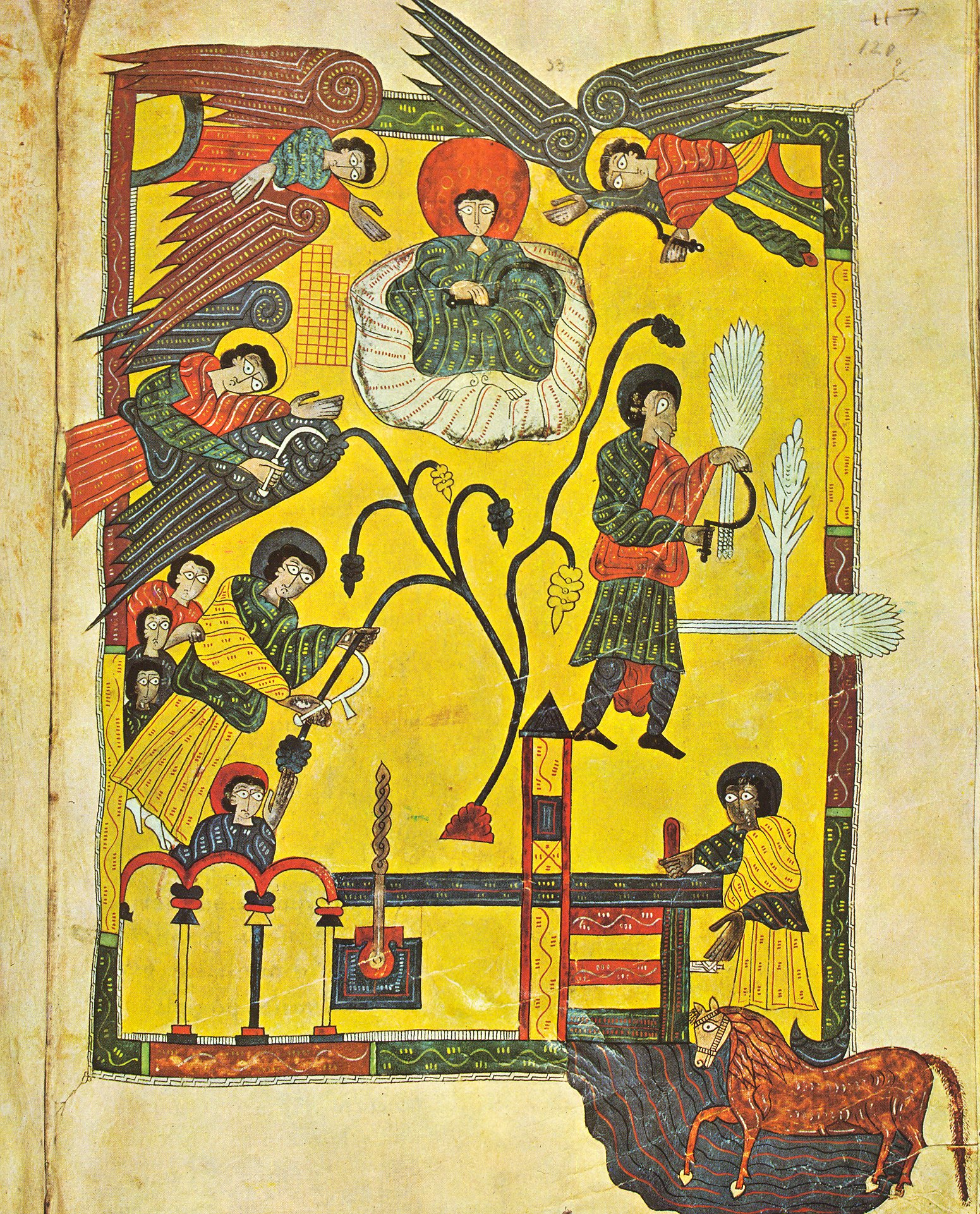
Beatus de l'Escorial, moissons et vendanges eschatologiques, Apocalypse XIV, vers 950

L'enluminure espagnole du haut Moyen Âge est l'art de décorer les livres qui s'est développé en Espagne du VIIIe au XIe siècle. Le pays est marqué par l'occupation musulmane à partir de 711, qui tend à l'isoler du reste de l'Europe. Dans les régions restées chrétiennes, le royaume des Asturies puis dans celui de León, s'invente un art original, dans les monastères, mélangeant des influences wisigothique, carolingienne mais aussi mauresque. 

## Origines
Jusqu'au Xe siècle, les manuscrits enluminés issus de la péninsule ibérique sont extrêmement rares. Ils sont principalement issus de trois origines qui ont chacune contribué à la formation du style original qui se développe par la suite.

### Manuscrits wisigothiques

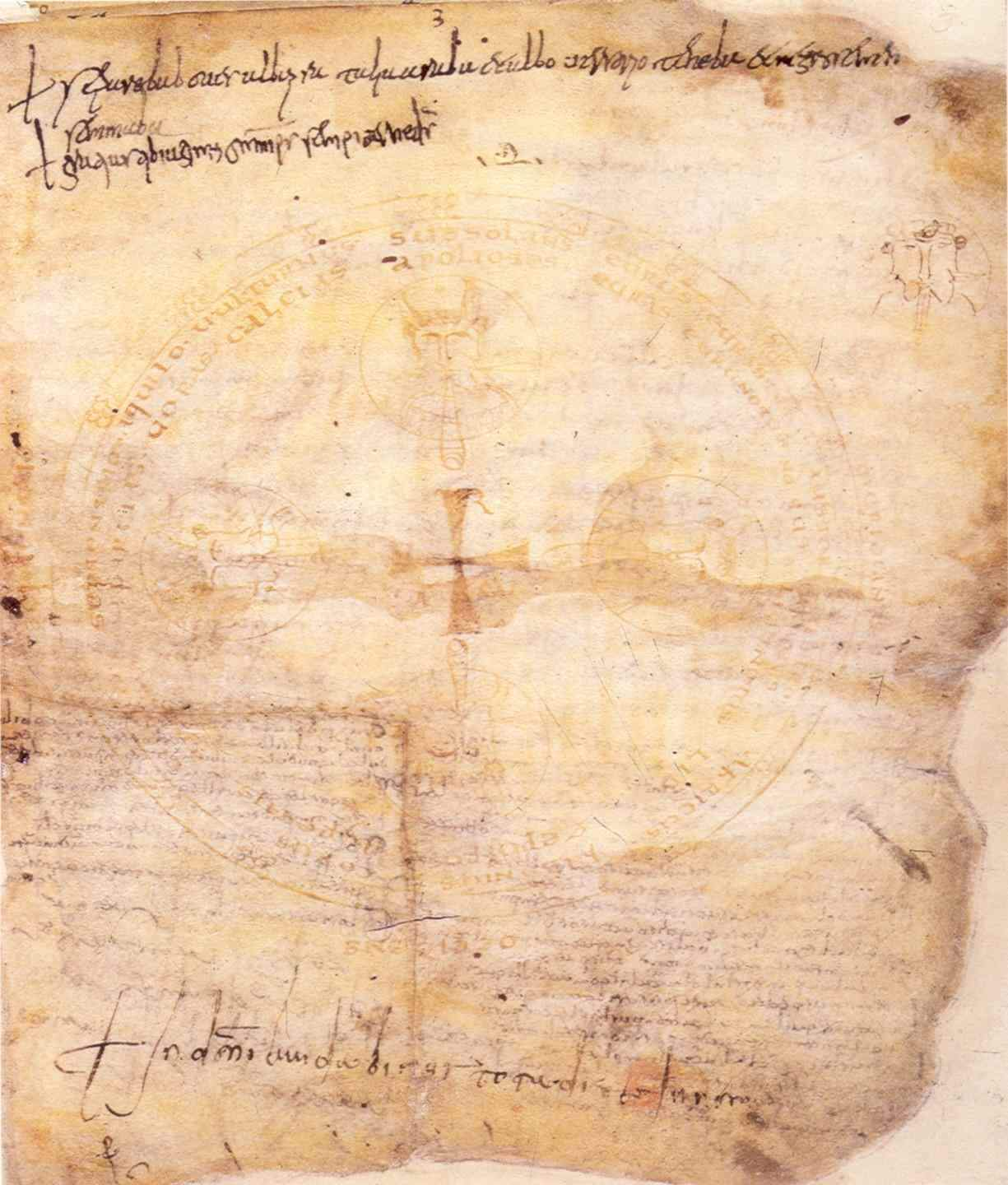
Libellus orationum, bibliothèque capitulaire de Vérone, rose des vents, f.3r.

La culture wisigothique, correspond à la période entre l'arrivée du peuple germanique dans la péninsule ibérique au cours du Ve siècle jusqu'à la chute du royaume wisigoth en 711. Cette culture n'est pas tant celle des envahisseurs germaniques que celle de l'Espagne hispano-romaine qui s'est perpétuée voire pleinement épanouie au cours de la période. De nombreux manuscrits sont produits pendant cette période, dans plusieurs centres comme Mérida, Tolède, Saragosse ou Séville. C'est dans cette dernière ville que se trouve alors l'intellectuel le plus célèbre de l'époque en la personne d'Isidore de Séville, auteur des Étymologies. Cependant, une unique décoration figurative est conservée dans un manuscrit de cette époque. Il s'agit d'une rose des vents présente dans un recueil de prières aujourd'hui à la bibliothèque capitulaire de la cathédrale de Vérone mais originaire de Tarragone. Cette décoration est inspirée d'un motif antique ici christianisé par la présence de la croix. Les autres enluminures de manuscrits wisigothiques encore conservée se limitent à de petites lettrines parfois en couleur. Pour le reste, on ne peut que deviner le type de décorations qui pouvaient exister à partir de manuscrits copiés sur des modèles wisigothiques. L'influence la plus visible sur les manuscrits des époques suivantes est surtout présente dans l'écriture : la minuscule wisigothique, créée à cette époque, continue d'être utilisée dans les scriptoria monastiques espagnols jusqu'au XIIe siècle. 

### Manuscrits asturiens

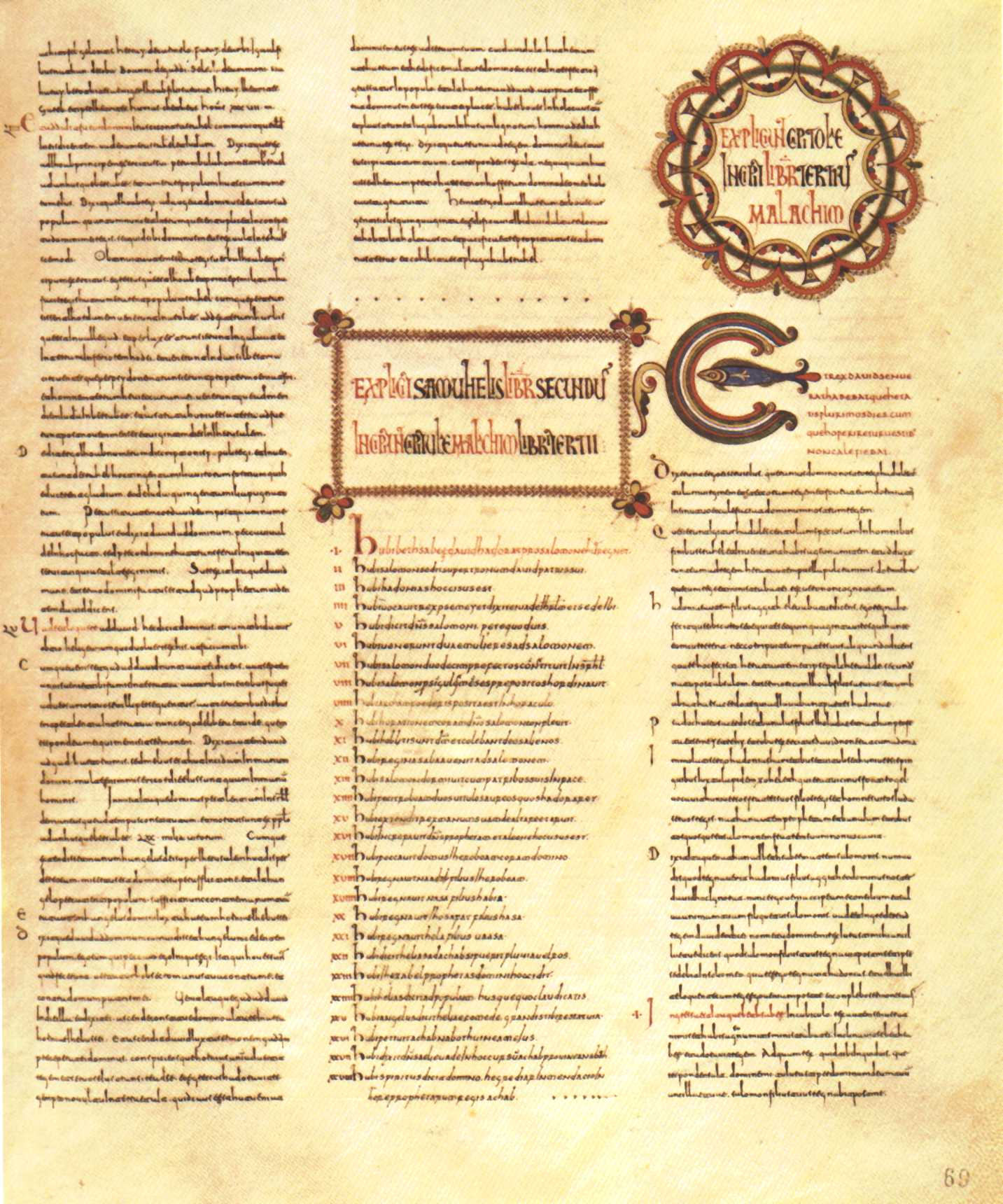
Bible de La Cava, f.69r.

Alors que les centres les plus actifs de l'art wisigothiques se trouvent sans doute dans le sud, à partir de 711, l'art chrétien se limite désormais au nord du pays, et plus précisément au royaume des Asturies, en Navarre et en Catalogne. Alors que ces deux derniers conservèrent des liens étroits avec le reste de l'Europe, un art plus original se développe dans les Asturies, sans rapport direct avec la culture wisigothique. C'est dans ce royaume que le moine Beatus de Liébana écrit un commentaire sur l'Apocalypse dans un manuscrit sans déjà richement enluminé mais aujourd'hui disparu. Ce texte et ses décorations connaissent par la suite une grande prospérité dans les manuscrits des siècles suivant en Espagne.
Parmi les manuscrits conservés de cette époque, se trouvent certains manuscrits enluminés de manière modeste, avec des lettrines, des cadres, des croix – typique de l'art asturien – ainsi que des compositions en labyrinthe contenant généralement le nom du commanditaire du manuscrit. Le plus célèbre manuscrit asturien de cette époque est la Bible de La Cava, aujourd'hui conservée à l'abbaye de la Cava en Italie et datée du IXe siècle. Elle est décorée de croix, d'écritures et de fonds colorés et dorés, de titres encadrés et de lettrines zoomorphes. Ces décorations semblent en partie issues de l'art amené par les arabes dans la péninsule. Dans plusieurs manuscrits de même origine, on retrouve des motifs d'inspiration coufiques. De petits personnages possèdent par ailleurs un œil allongé en forme de larme, sur le modèle andalou. Si ces motifs ont une influence modérée pour la période suivante, les manuscrits asturiens marquent surtout le début d'un regain d'intérêt pour l'enluminure dans les régions espagnoles restées chrétiennes. 

### Manuscrits mozarabes

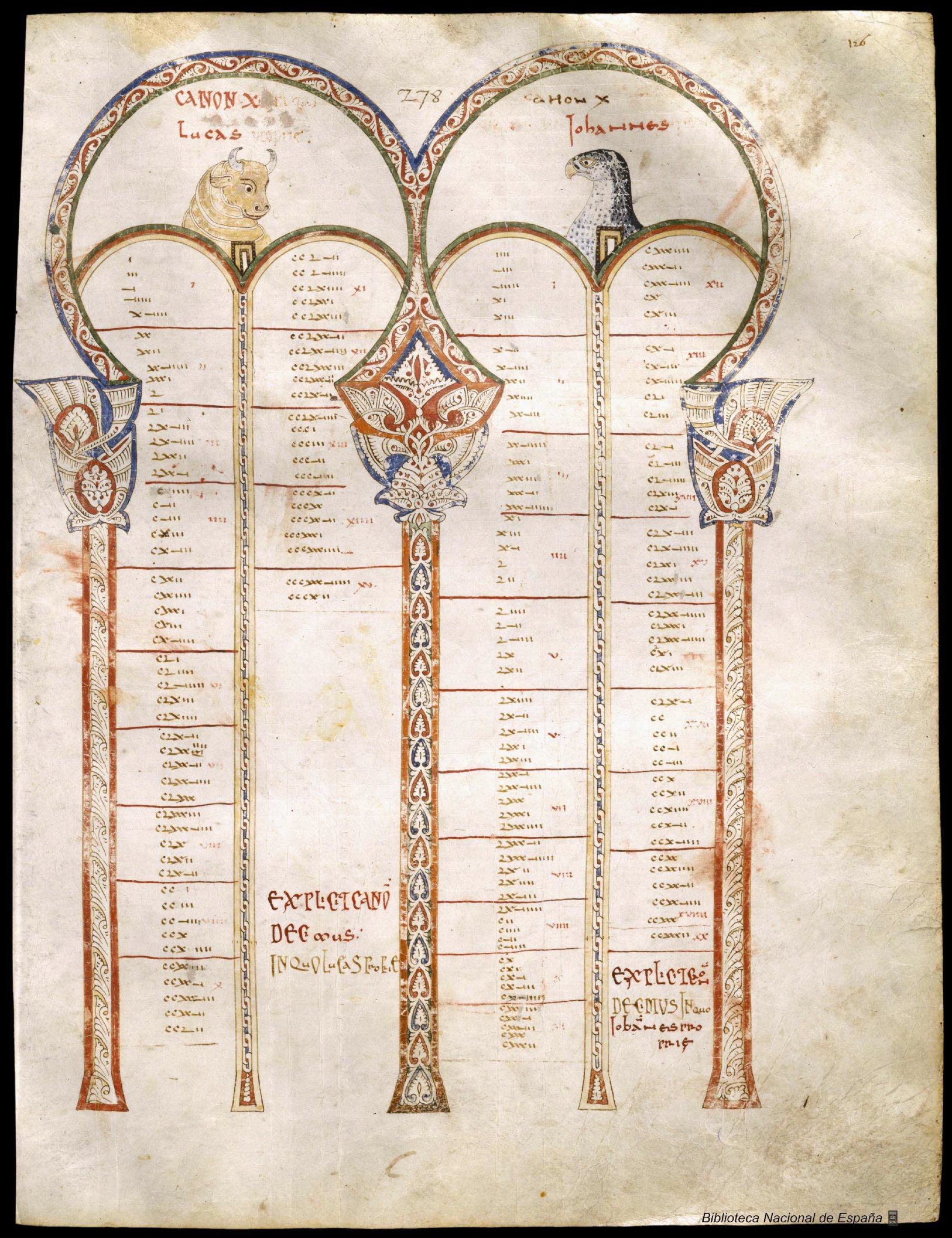
Biblia hispalense, Séville, IXe siècle, Bibliothèque nationale d'Espagne.

L'Art mozarabe désigne l'art pratiqué par les Chrétiens en terre d'Islam dans la péninsule Ibérique aussi appelée Al-Andalus. Cependant, les manuscrits islamiques ou décorés sur le territoire d'Al-Andalus à cette époque des VIIIe au début du Xe siècle sont très peu conservés et donc très peu connus. Il semble probable que la décoration des corans de cette époque se limitait à des enluminures géométriques encadrant les titres des sourates par exemple. Un seul manuscrit exécuté par des Chrétiens mozarabes encore conservé contient des enluminures. Il s'agit d'une bible de Séville appelée aussi biblia hispalense, remontant à la fin du IXe siècle et complétée de miniatures représentant trois prophètes à la fin du Xe siècle. Toute sa décoration, faite de lettrines zoomorphes et de frises encadrant des titres, sont d'inspiration musulmane, comportant même des mentions en écriture arabe. Le modèle des représentations des prophètes est plus difficile à déterminer par manque de références contemporaines. Selon, John W. Williams, ce manuscrit ne semble pas pouvoir prouver que l'art mozarabe serait à l'origine de l'enluminure qui aura cours à la période suivante en Espagne du nord. L'art mozarabe ne semble pas avoir influencé l'usage abondant des couleurs vives que l'on voit apparaître à l'époque dans le nord du pays.

## L'âge d'or de l'enluminure léonaise
Le début de la reconquête des terrains cédés aux Maures commence dès le VIIIe siècle mais ce sont surtout les campagnes menées par Alphonse III des Asturies (848-910) qui permettent d'occuper un territoire beaucoup plus large. Ses conquêtes s'étendent notamment à tout le territoire actuel de la province de León, qui devient la nouvelle capitale, formant ainsi le royaume du même nom. Ces nouveaux territoires, très dépeuplés, font l'objet d'une recolonisation qui est confiée notamment à plusieurs monastères. Les scribes et enlumineurs de ces établissements monastiques participent à créer un nouveau style propre de peinture de manuscrit qui se prolonge jusqu'au début du XIIe siècle. 

### Contextes de création

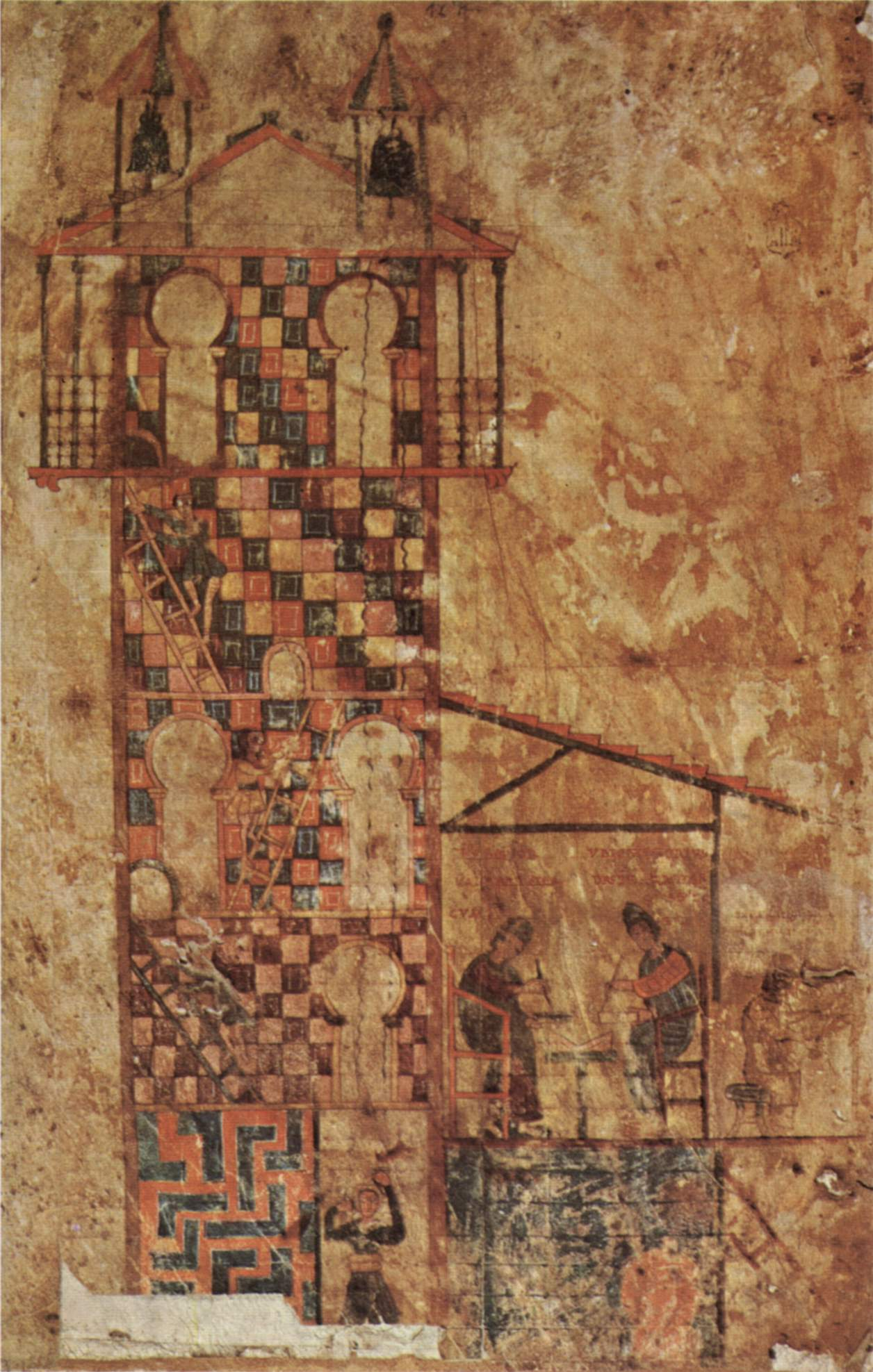
Beatus de Tábara, le scriptorium dans une tour.

Les auteurs de ces manuscrits et leur lieu de création est relativement bien connu pour plusieurs d'entre eux grâce à la présence fréquente d'un colophon. Ces ouvrages ont presque tous été exécutés par un moine dans un scriptorium monastique à destination d'un abbé. Le plus souvent, le scribe est dans le même temps à l'origine des miniatures. Parfois, l'auteur est une femme, issue d'un monastère double. Ils sont parfois représentés dans l'une des miniatures du manuscrit. C'est le cas du Beatus de Tábara dans lequel est représenté le scriptorium au sein d'une tour avec l'enlumineur et le scribe accompagnés d'un assistant. Parmi les établissements les plus productifs se trouvent : le monastère de San Salvador de Tábara (es), celui de San Miguel d'Esacalada, jusqu'aux monastères de San Millán de la Cogolla et Albelda à l'est. 

### Types de manuscrits

#### Les bibles
Plusieurs bibles sont décorées à cette époque. L'un des plus anciens manuscrit leonais est justement une bible datée de 920 : elle contient des décorations typiques de l'enluminure asturienne (croix, labyrinthe, rose des vents), mais sur de très grandes surfaces et en compagnie d'un grand nombre de représentations humaines. Une autre bible léonaise datée elle de 960 comporte un encore plus de décorations, qui atteignent jusqu'à 100 miniatures rien que dans l'Ancien Testament. Ces miniatures sont directement inspirées d'une ancienne bible wisigothique aujourd'hui perdue. La bible de 960 a elle-même été sans doute copiée d'une bible achevée en 943 et elle aussi perdue. Une centaine d'autres bibles inspirée de ce dernier modèles ont été copiées dans le nord de l'Espagne jusqu'au XIIIe siècle. 

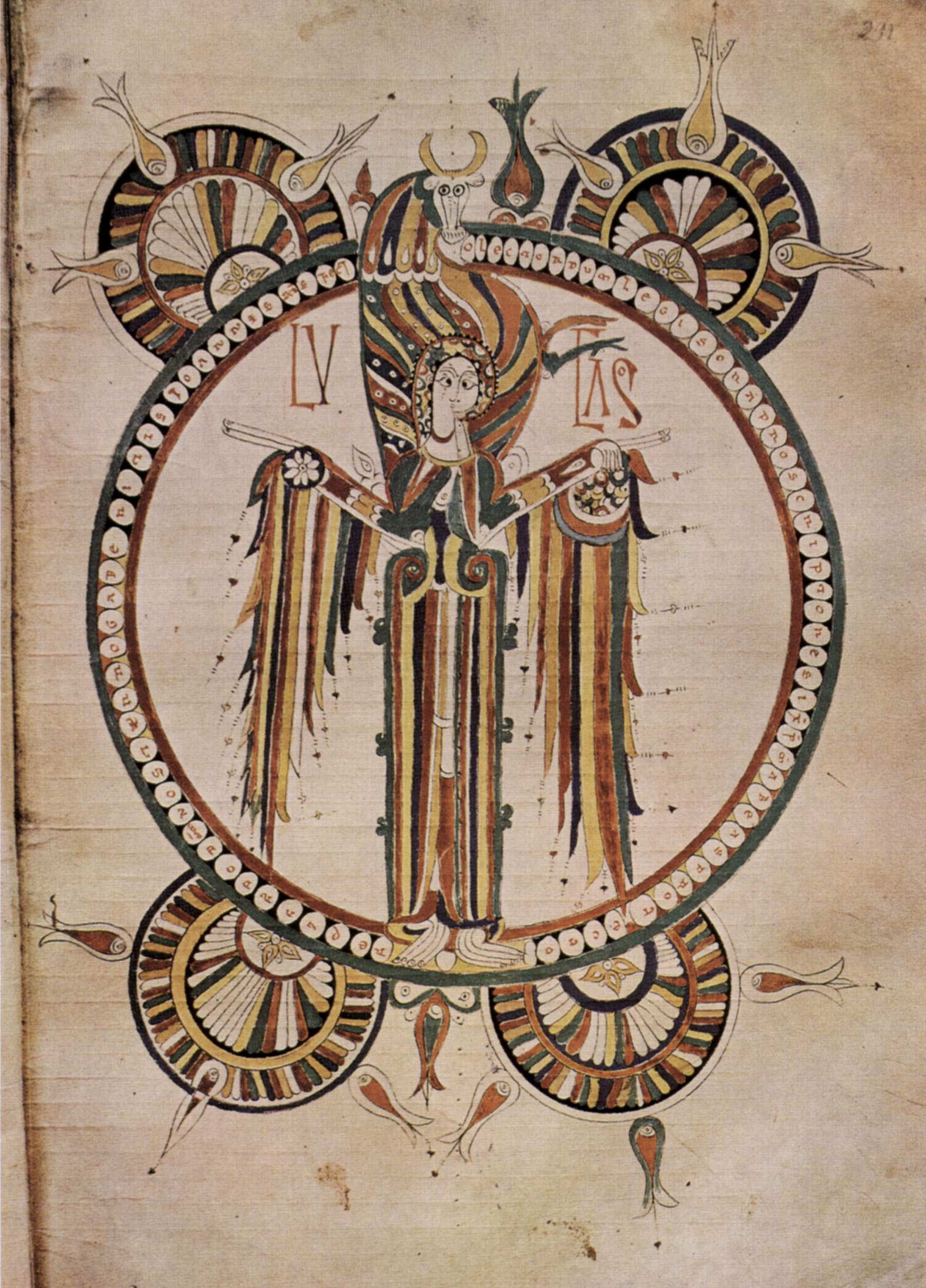
Bible de 920, saint Luc, f.211r
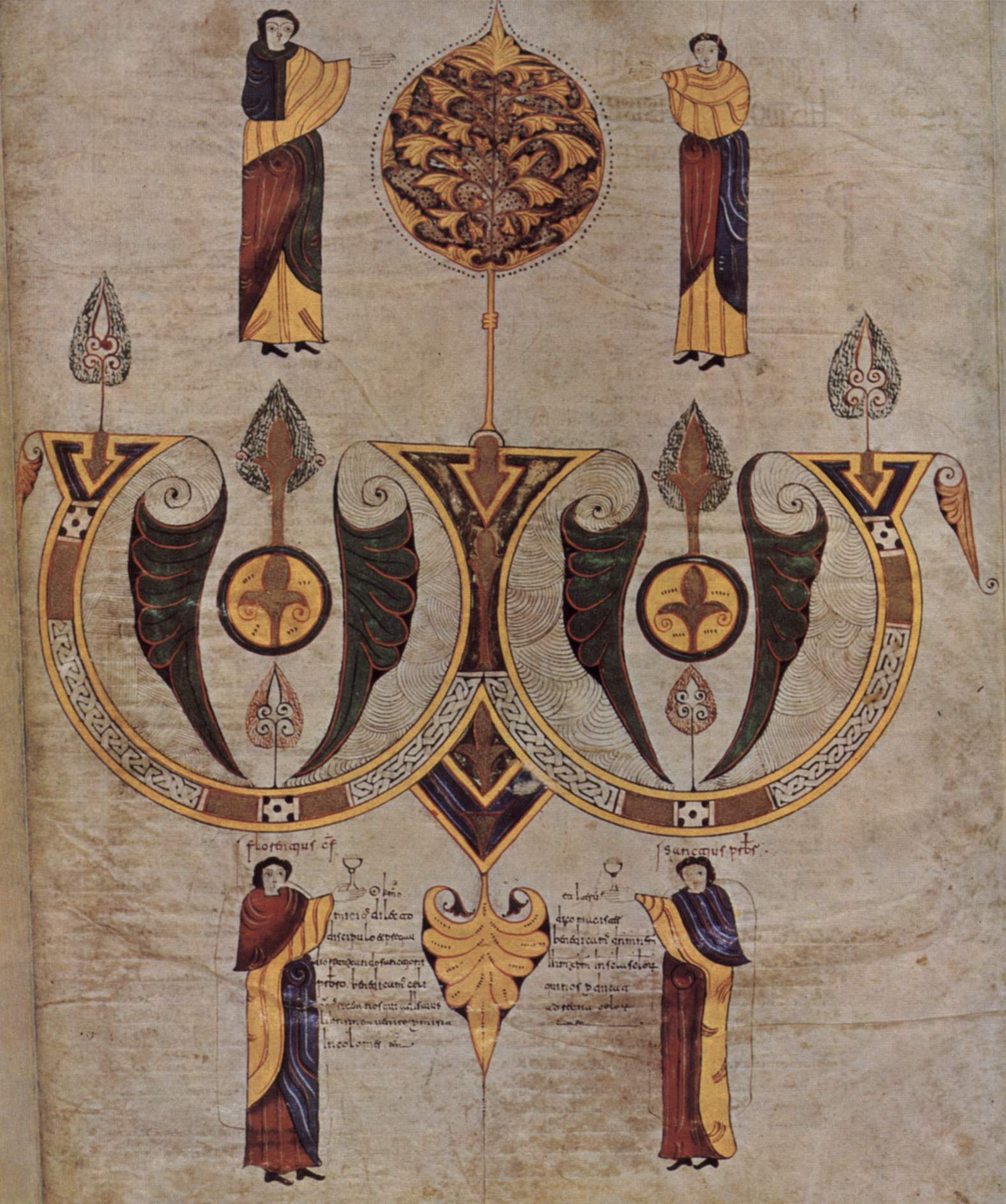
Bible de 960, Oméga, f.50r

#### Les Beatus
Le Commentaire sur l'Apocalypse de Beatus de Liébana se contient de courtes citations de l'Apocalypse suivies d'interprétations, compilant divers exégèses chrétiennes plus anciennes. Le livre de l'Apocalypse possédait alors en Espagne une importance particulière. Son commentaire, écrit par Béatus a connu un grand succès dans les monastères espagnols et plus de 20 manuscrits enluminés copiés et enluminés entre le Xe et le XIIIe siècle sont encore conservés. Chacun contient ou contenait une soixantaine de miniatures illustrant chacune un passage du livre de saint Jean. Le cycle d'illustration a sans doute été établi dès l'époque de Beatus de Liébana, au cours du VIIIe siècle mais le plus ancien manuscrit conservé, en fragment, ne date que de la seconde moitié du IXe siècle (fragment du beatus de Silos, bibliothèque du monastère de Santo-Domingo). Cependant, le cycle définitif remonte sans doute plutôt au siècle suivant, soit 108 miniatures au total dont 68 pour le texte de l'Apocalypse. 

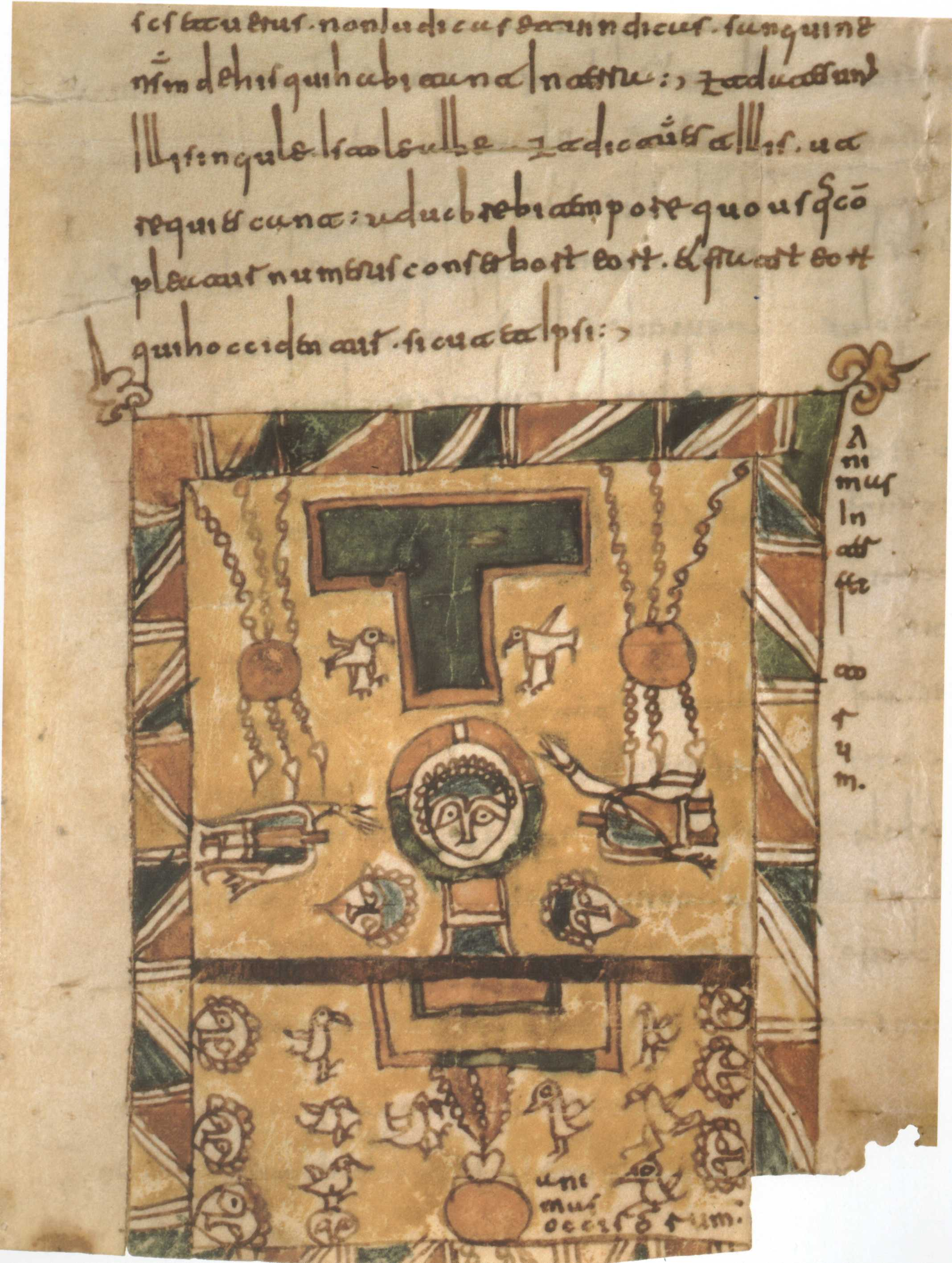
Fragment du beatus de Silos de Santo Domingo
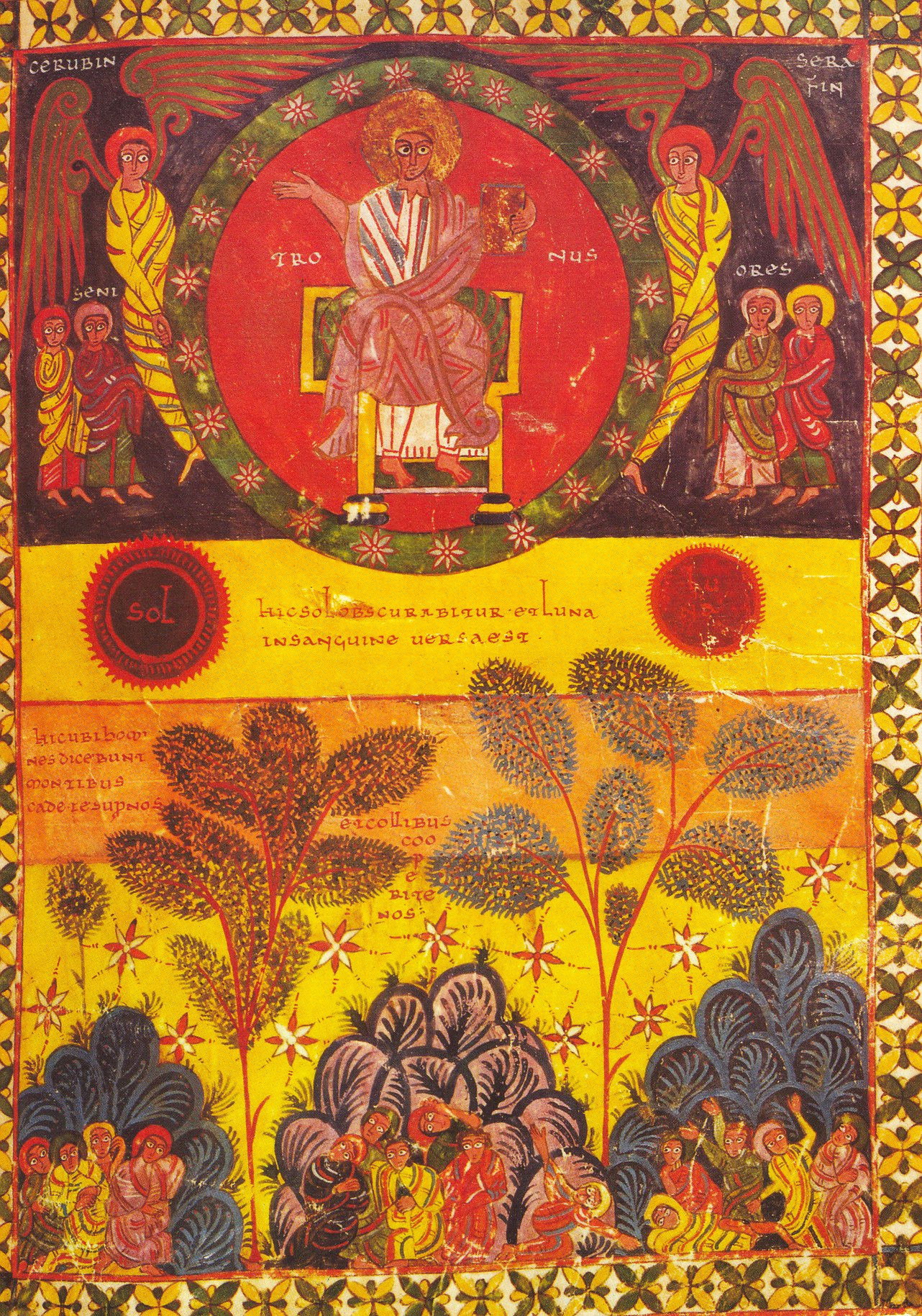
Beatus de Morgan, le sixième sceau, vers 945.
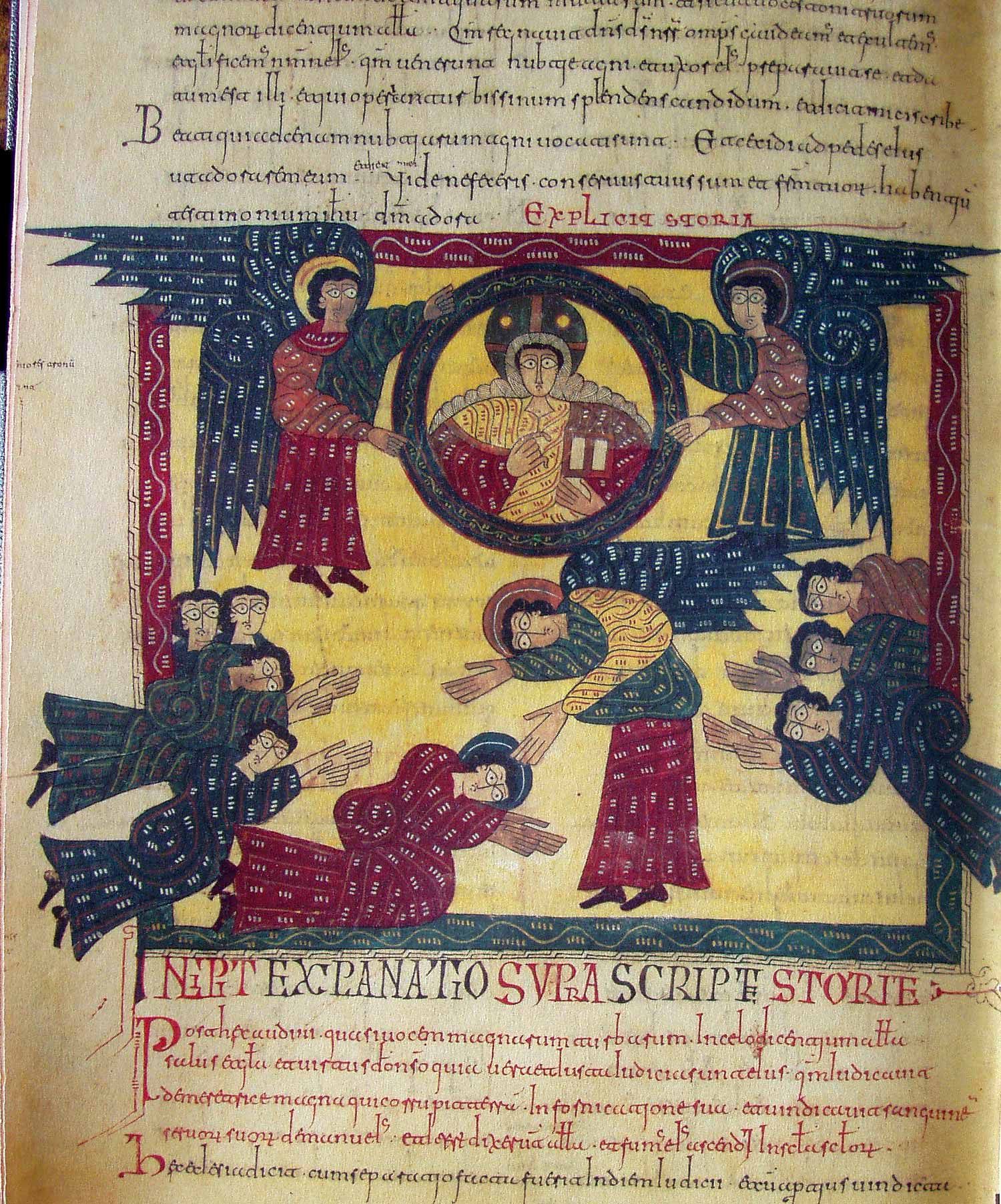
Beatus de San Millán, début du XIIe siècle

#### Les autres types de manuscrits
D'autres types d'ouvrages, plus rares, recueillent des décorations similaires. C'est le cas des Morales sur Job, qui avaient été écrites par le pape Grégoire le Grand à la demande de Léandre de Séville, frère d'Isidore, dont une version abondamment illustrée est conservée à la Bibliothèque nationale d'Espagne. Plusieurs recueils de canons conciliaires sont aussi décorés, tels que le Codex conciliaire d'Albelda (Escorial, d.1.2) ou le Codex Aemaliensis (Escorial, d.1.1). Il existe par contre très peu de manuscrits liturgiques commandé par des aristocrates : il faut attendre par exemple le livre de prières de Ferdinand et Sancha au milieu du XIe siècle mais dont le contenu est déjà très influencé par l'enluminure romane. 

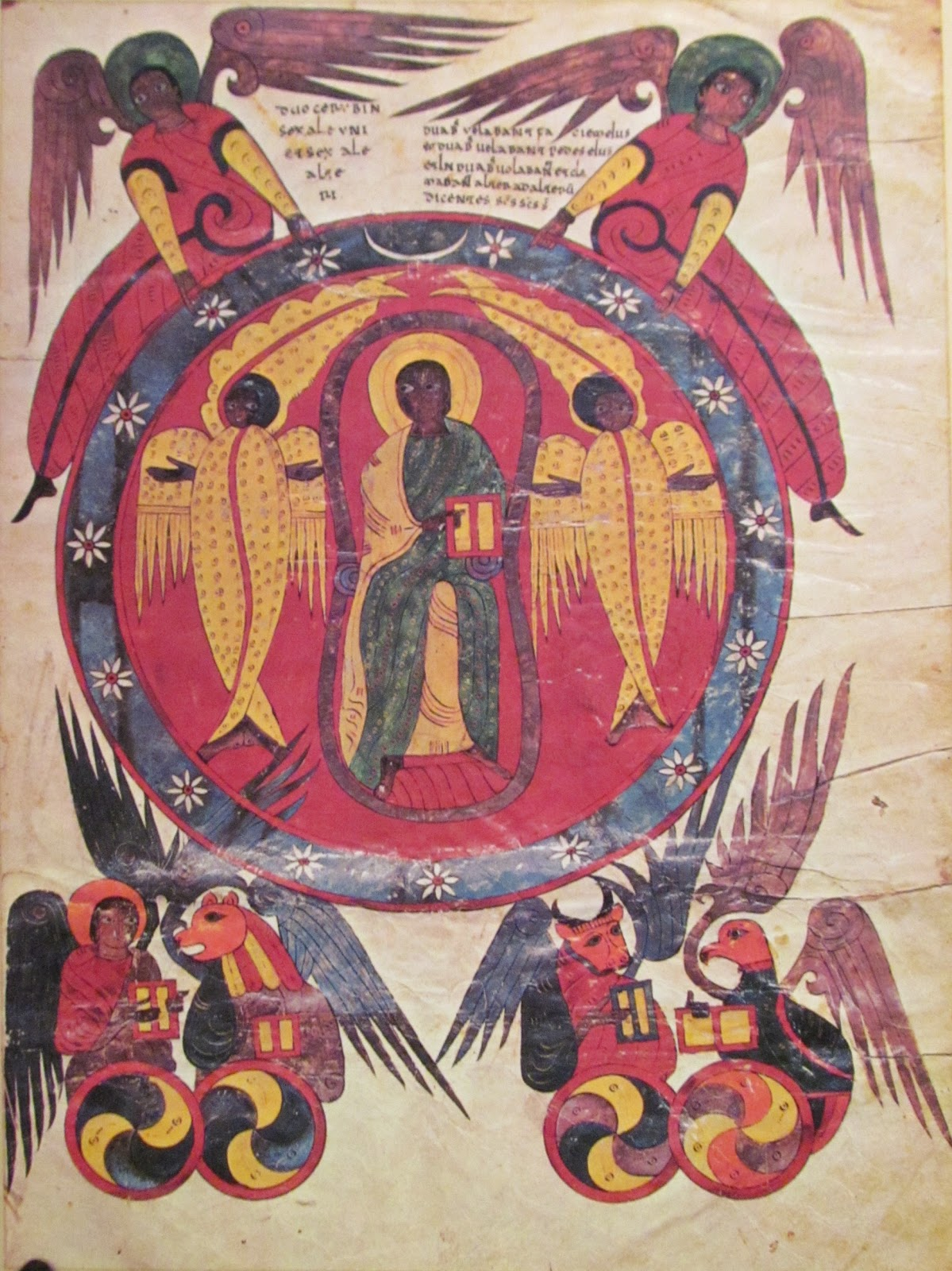
Morales sur Job de 945, BNE, cod.80
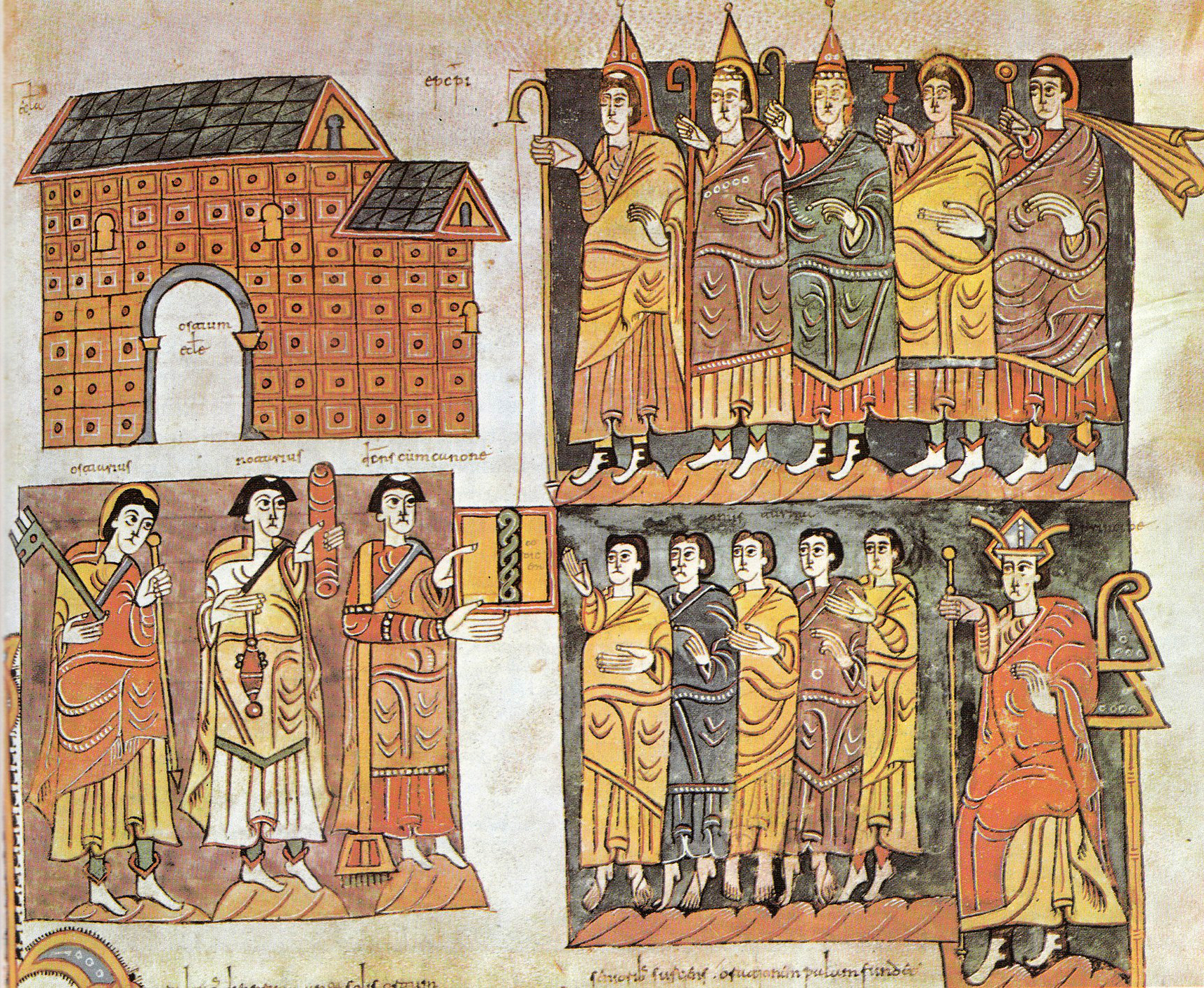
Codex conciliaire d'Albelda

### Caractéristiques
La peinture léonaise privilégie les miniatures en pleine page, voire sur une double page. Elles utilisent très fréquemment des couleurs très vives en grands aplats. D'après Williams, cet usage de la couleur provient peut-être de modèles venus de l'enluminure insulaire, mais aussi des enluminures mérovingienne et carolingienne. 

#### La représentation humaine
Contrairement aux époques précédentes, la représentation humaine devient un élément central dans l'enluminure espagnole. Cependant, contrairement à l'enluminure antique, il n'existe aucune recherche de réalisme ou de plasticité dans ces figures humaines : elles sont toutes plates, sans relief, rendant simplement un largeur et une hauteur mais sans aucune épaisseur ni ombre. Elles sont tracées au trait mais avec beaucoup de couleurs. De la même manière, l'espace dans lesquelles elles se trouvent est lui aussi sans aucun rendu de profondeur. Il est au contraire géométrique, parfois inscrit dans un cercle et se trouve souvent limité à des représentations de bandes de couleurs vives. 

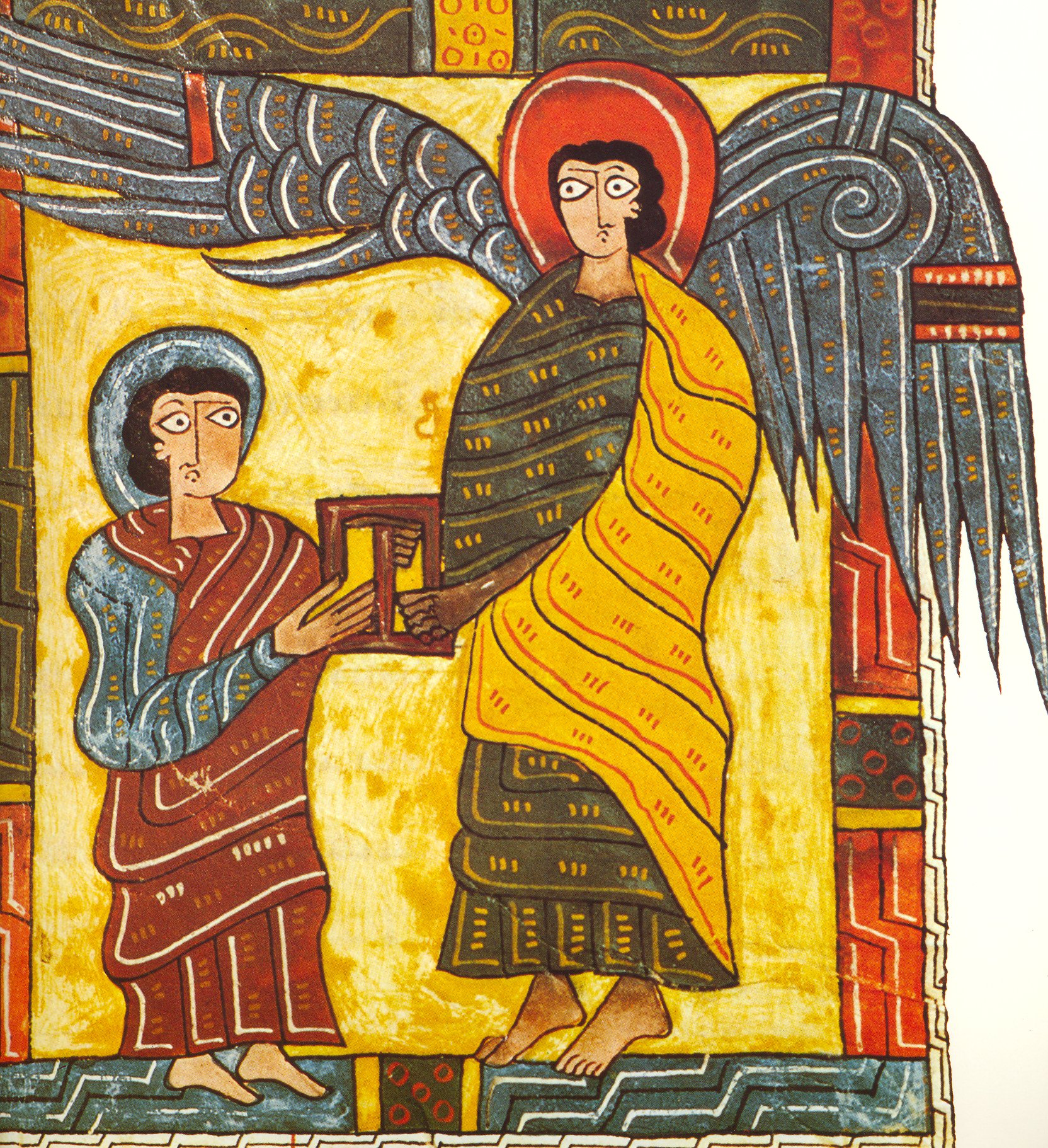
Beatus de l'Escorial, f.29
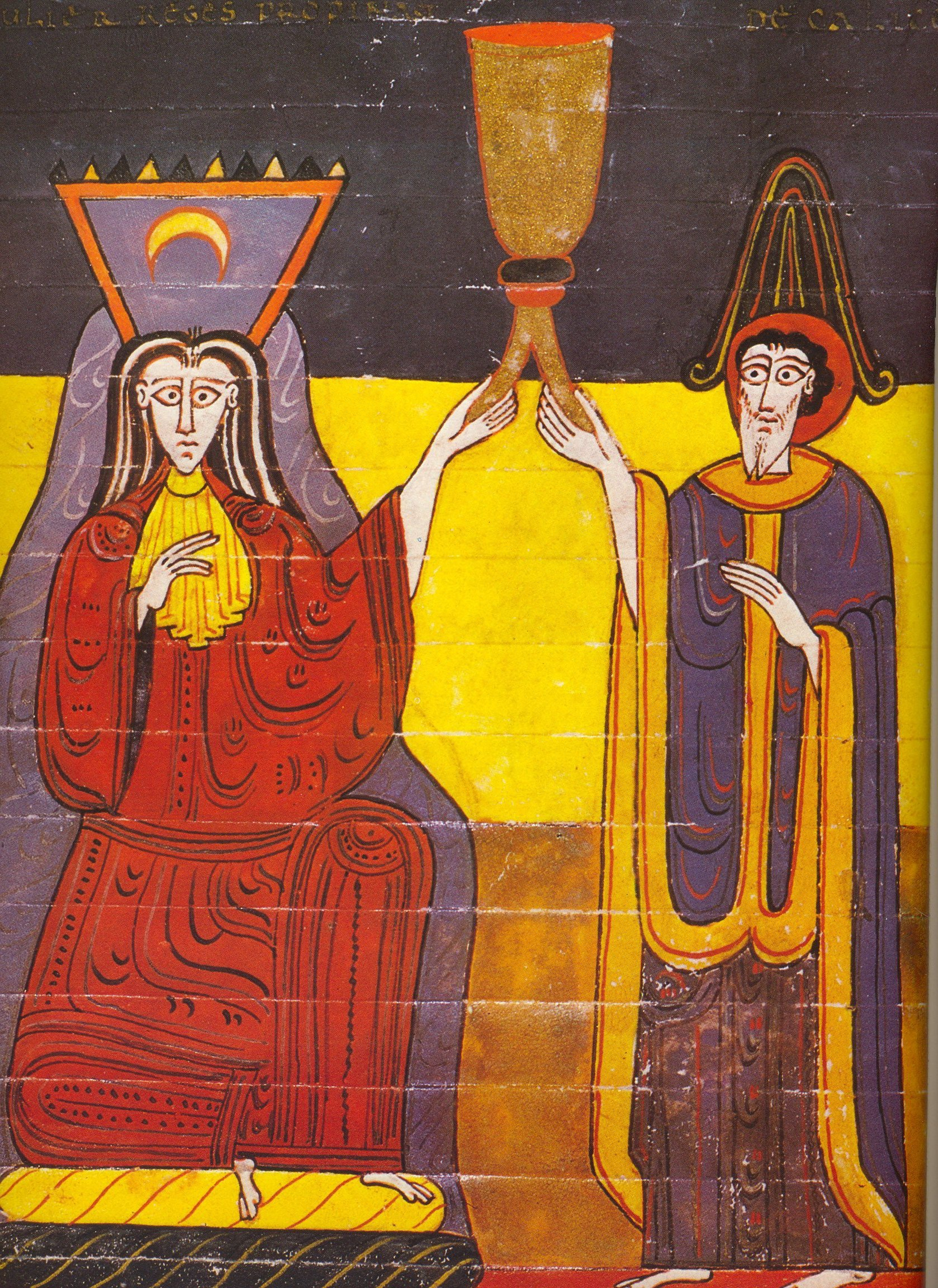
Beatus de Ferdinand et Sancha, f.224v

À partir des années 940 aussi, les manuscrits du nord de l'Espagne sont particulièrement influencés, mais à retardement, par l'enluminure carolingienne. Au sein des figures humaines, ils en reprennent l'usage des drapés, qui rendent mieux compte des différentes parties du corps, mais sans pour autant en donner une illusion d'épaisseur. 

#### Les autres décorations et motifs
D'autres motifs sont repris de l'enluminure carolingienne : il s'agit de la décoration des lettrines, sous la forme de panneaux d'entrelacs et de nœuds. 
Plusieurs motifs sont repris aussi de l'art islamique en général, sans pour autant renvoyer vers un éventuel ennemi dans l'iconographie qui les utilise. Il s'agit de palmettes fendues (comme dans le Oméga de la Bible de 960), de l'arc en fer à cheval, la représentation du paon. 

## La transition vers l'enluminure romane
Sous le règne de Ferdinand Ier (roi de León), le mouvement de reconquête s'accélère et il parvient à soumettre plusieurs villes musulmanes auxquelles il fait payer un tribut. Cet argent est investi notamment dans la création de nouveaux monastères ou dans leur réforme et se tourne pour cela vers l'abbaye de Cluny. Ce rapprochement avec la puissante congrégation française fait importer en Espagne le nouveau style de l'enluminure romane, diamétralement opposée au style léonais. L'accent n'est plus mis sur la couleur mais dans le trait. Cette évolution se retrouve dès le livre de prières de Ferdinand et Sancha qui date de 1045. Le Beatus d'Osma (1086) est lui aussi déjà très marqué par le nouveau style, notamment dans le drapé des personnages. Le Beatus de Silos, achevé en 1109, est le dernier grand manuscrit à évoquer encore le style espagnol autochtone. 

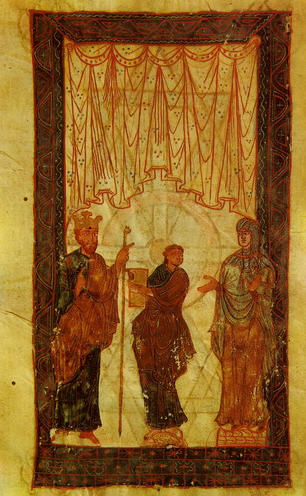
Livre de prières de Ferdinand et Sancha, frontispice
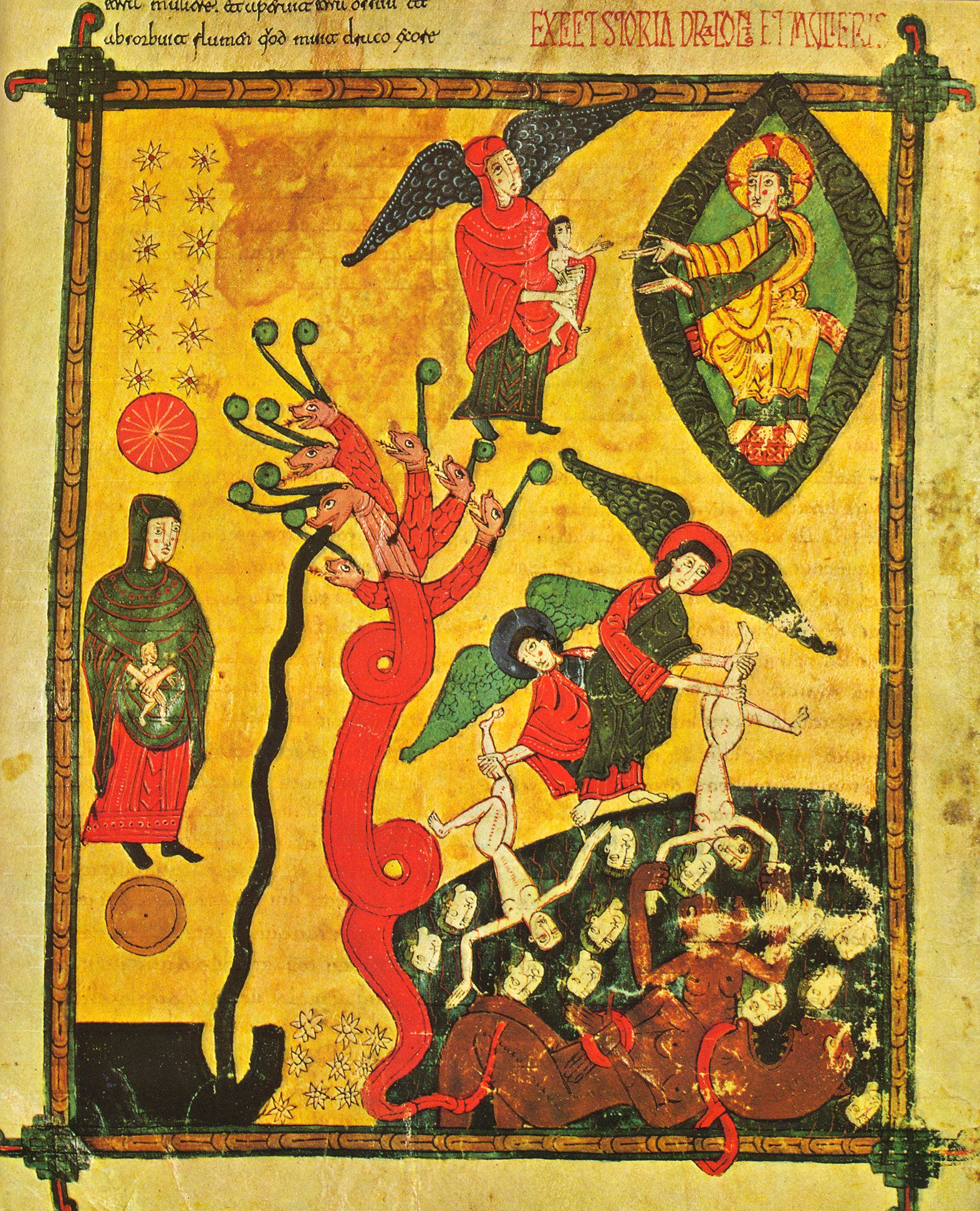
Beatus d'Osma, f.117v.